# Zuerwerb
Zuerwerb bezeichnet in Deutschland ein haushaltsökonomisches Modell erwerbswirtschaftlicher Selbständigkeit. Gemeint ist eine erste oder einzige selbständige Tätigkeit in Teilzeit neben einer nicht auf Erwerb gerichteten Hauptaktivität, z. B. der privaten Haushaltsführung. Eine erste oder einzige selbständige Vollzeittätigkeit wird dagegen als Haupterwerb bezeichnet, eine zweite Tätigkeit als Selbständiger oder Selbständigkeit in Teilzeit als Nebenerwerb.
Laut einer 2006 veröffentlichten Studie der Universität Bonn, die auf einer Auswertung des Mikrozensus und der EU-Arbeitskräftestichprobe basierte, wird „Gründung und Selbständigkeit im Zuerwerb in Deutschland hauptsächlich in Kombination mit Haushalts- und Familienaufgaben ausgeführt, seltener in Kombination mit Schule oder Studium“, wodurch die Zuerwerbsselbständigkeit in Deutschland weitgehend eine Frauendomäne ist.
In der Landwirtschaft wird zwischen Voll-/Haupterwerb, Nebenerwerb und Zuerwerb unterschieden. Als Haupterwerb gilt demnach ein Betrieb, dessen betriebliches Einkommen nahezu vollständig in der Landwirtschaft erzielt wird. Zum Zuerwerb zählen Betriebe, deren außerbetriebliches Einkommen zwischen 10 und 50 % liegt, zum Nebenerwerb zählen Betriebe mit einem außerbetrieblichen Einkommen aus einer landwirtschaftsbezogenen Tätigkeit oder einem anderen Beruf von über 50 %.